# Enteromius nyanzae
Enteromius nyanzae é uma espécie de peixe actinopterígeo da família Cyprinidae, que ser encontrada nos seguintes países: Quénia, Ruanda, Tanzânia e Uganda.
Os seus habitats naturais são:
- rios
- lagos de água doce
- marismas de água doce; e
- deltas interiores.

Está ameaçada por perda de habitat.